# S/S Europa

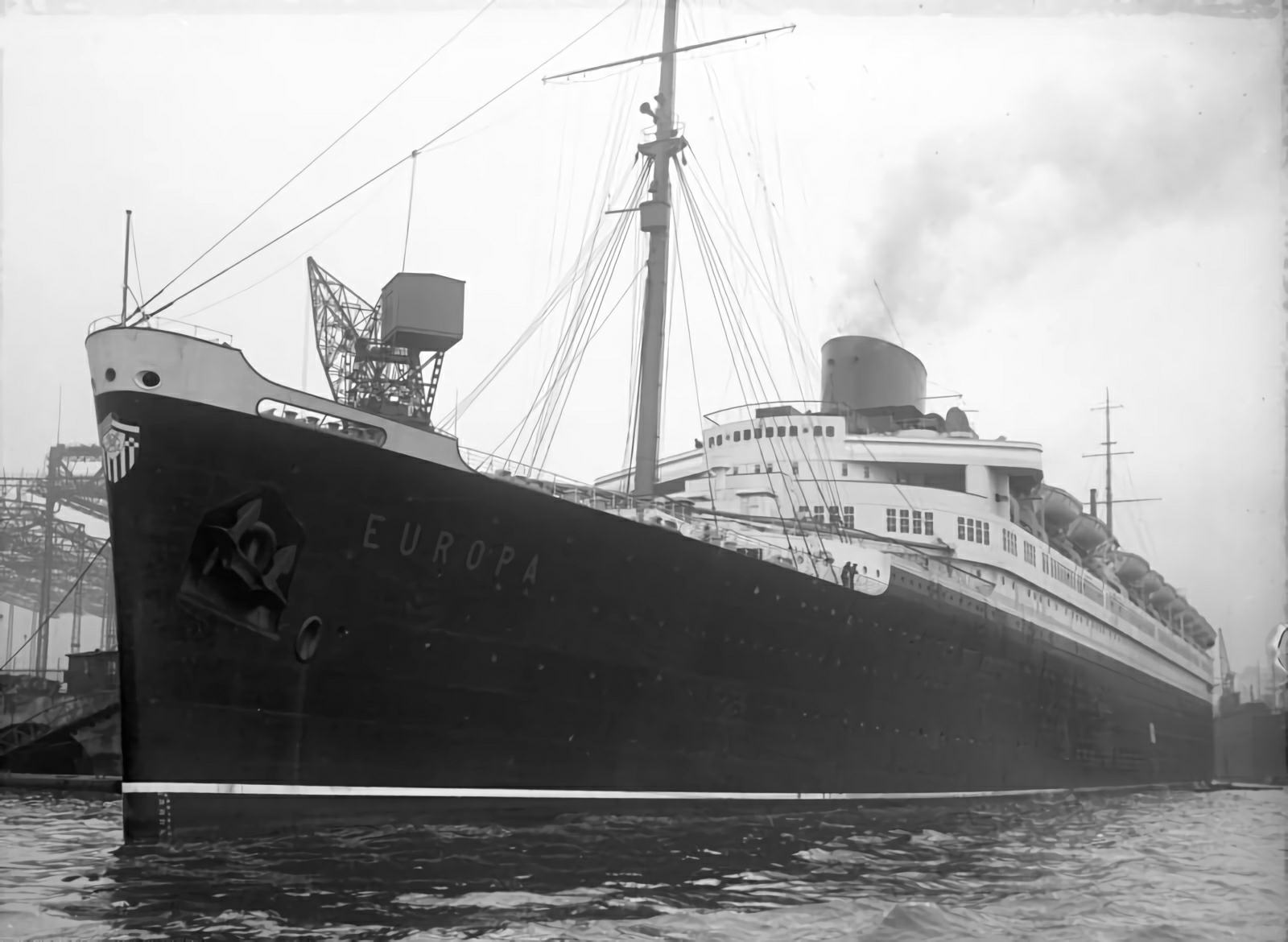
S/S Europa strax före jungfruresan.

S/S Europa var en oceanångare sjösatt 1928 i Hamburg. Fartyget drabbades av brand medan det utrustades och sjönk. Det bärgades, reparerades och kunde levereras efter några månader till Norddeutscher Lloyd.
Europa var systerfartyg till S/S Bremen och fartygen var de snabbaste och lyxigaste passagerarfartygen i Atlanttrafiken.

## Beskrivning
Europa var på 50 000 bruttoregisterton och gjorde 27,5 knop. Därmed kunde resan mellan Europa och New York klaras på fem dygn. Tillsammans med Bremen kunde Norddeutscher Lloyd upprätthålla veckotrafik över Atlanten. Fartyget sjösattes vid varvet Blohm & Voss den 1 augusti 1928.

## Historia

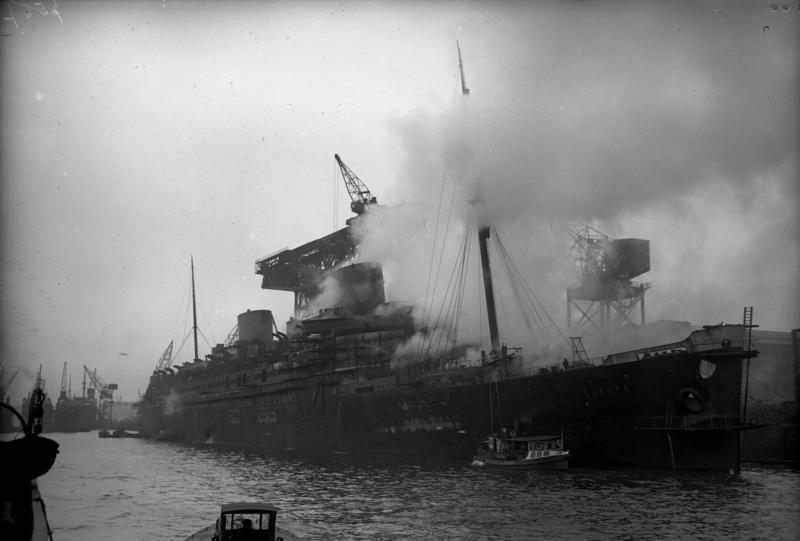
S/S Europa brinner vid utrustningskajen

Den 26 mars 1929 utbröt eld ombord då fartyget låg vid utrustningskajen. Fartygets turbiner förstördes och inredningen skadades. Efter långa diskussioner mellan beställaren och varvet beslöts der att reparera fartyget. Europa kunde levereras den 22 februari 1930.

### Atlantens blå band
Den 19 mars 1930 påbörjade Europa sin jungfruresa mot New York och gjorde en genomsnittsfart på 27,9 knop. Resan tog fyra dagar och 17 timmar och därmed erövrades Atlantens blå band.